# Tema dels Anatòlics
El tema dels Anatòlics (grec medieval: θέμα Άνατολικῶν, Thema Anatolikon) fou un tema de l'Imperi Romà d'Orient situat al centre d'Anatòlia. Fou el tema més gran i preeminent des de la seva creació, de manera que els seus governadors militars (estrategs) eren molt poderosos. De fet, alguns d'ells acabaren ascendint al tron o impulsaren rebel·lions fallides amb aquest objectiu. Tant el tema com el seu exèrcit tingueren un paper important en les guerres arabo-romanes dels segles vii-x, després de les quals la regió gaudí d'un període de pau relativa que durà fins a la seva conquesta pels turcs seljúcides a finals de la dècada del 1070.